# Praktopuntia
Praktopuntia  (Opuntia robusta) är en växt inom släktet opuntior och familjen kaktusväxter.